# Безериј
Безериј (фр. Bézéril) насеље је и општина у јужној Француској у региону Миди Пирене, у департману Жерс која припада префектури Ош.
По подацима из 2011. године у општини је живело 123 становника, а густина насељености је износила 12,75 становника/km². Општина се простире на површини од 9,65 km². Налази се на средњој надморској висини од 234 метара (максималној 272 m, а минималној 172 m).

## Демографија
| 1962. | 1968. | 1975. | 1982. | 1990. | 1999. | 2011. |
| ----- | ----- | ----- | ----- | ----- | ----- | ----- |
| 102   | 123   | 113   | 113   | 107   | 92    | 123   |

График промене броја становника у току последњих година